# Oaxaca FilmFest
Oaxaca FilmFest fue un festival internacional de cine de ocho días de duración, celebrado anualmente en la ciudad mexicana de Oaxaca desde 2010. Se compuso de varias categorías y ofreció un espacio a los directores y guionistas emergentes. En noviembre de 2022, después de algunos años con dificultades suspendió sus actividades definitivamente.

## Historia
El festival fue fundado por Ramiz Adeeb Azar, con su primera edición celebrada en noviembre de 2010. Ha sido mencionado en la revista MovieMaker como uno de los festivales realizados en América Latina más destacados y ha incluido obras de cineastas y actores como Guillermo Del Toro, Robert De Niro, Clint Eastwood, Spike Lee, Neil LaBute, Diego Luna, Takashi Miike, Martin Scorsese, Bill Plympton, Donald Sutherland y Luke Wilson. En el evento lograron popularidad películas como Una noche y Krisha.

## Premios

### Ganadores del premio a la mejor película
| Year | Film               | Director                  | Country              |
| ---- | ------------------ | ------------------------- | -------------------- |
| 2010 | La soga            | Josh Crook                | República Dominicana |
| 2011 | Crebisnky          | Enrique Otero             | España               |
| 2012 | Kurtuluş Son Durak | Yusuf Pirhasan            | Turquía              |
| 2013 | Tu seras un homme  | Benoit Cohen              | Francia              |
| 2014 | Daire              | Atıl İnaç                 | Turquía              |
| 2015 | The Wannabe        | Nick Sandow               | Estados Unidos       |
| 2016 | Suntan             | Argyris Papadimitropoulos | Grecia               |
| 2017 | Badsville          | April Mullen              | Estados Unidos       |
| 2018 | Here We Are        | David Bellarosa           | Estados Unidos       |